# Dachstein
Dachstein er et bjergmassiv beliggende i Alperne i de østrigske delstater Salzburg, Oberösterreich og Steiermark. Det er et stærkt karstet bjergmassiv i de Nordlige Kalkalper. Dachsteinmassiv hører til bjerggruppen Dachsteingebirge.
I 1997 blev Dachsteinmassivet sammen med Hallstatt og dele af Salzkammergut udnævnt til UNESCO Verdensarvområde.

## Beliggendehed og landskab
Dachstein ligger i tre af Østrigs delstater Salzburg, Oberösterreich og Steiermark, og Dachsteinbjerget bliver derfor også kaldt Drei-Länder-Berg. Med hovedbjerget Hoher Dachstein når massivet med 2.995 moh sin største højde.
Dachsteinmassivet har de største gletsjere i de Nordlige Kalkalper. Sølandskaberne mod nord, de høje flader og gletsjerne i midten og de højeste klippevægge i de Nordlige Kalkalper mod syd understreger bjergmassivets store betydning. På grund af sin dominerende stilling mellem Salzkammergut og Ennstal er Dachstein et elsket motiv for landskabsmalere og fotografer og siden det 19. århundrede også for bjergbestigere.

### Nabobjerge
Selve bjerggruppen Dachsteingebirge omfatter følgende bjerge:
- Dachsteinmassivet
- Grimming (2.532 moh) mod øst til ovre Ennstal i Steiermaark
- Sarstein (1.975 moh) mod nord på den modsatte side af floden Traun

Dachstein grænser til følgende af bjerggrupper i Alperne:
- Salzkammergut Bjergene mod nord
- Totes Gebirge mod nordøst
- Rottenmanner und Wölzer Tauern mod sydøst
- Schladminger Tauern mod syd
- Salzburger Schieferalpen mod sydvest
- Tennengebirge

## Topografi
Dachsteinmassiv har to meget forskellige udformninger. Fra nord set fra Gossausee domineres billedet af den store, hvide gletsjer, hvor Dachsteins top rager op i baggrunden. Fra syd står klippevæggene imidlertid nærmest lodret ned.
Hele Dachsteinmassivet omfatter et område på omkring 20 x 30 km med adskillige tinder over 2.500 m, hvor de højeste ligger i sydvest og syd:
- Hoher Dachstein 2.995 m
- Torstein 2.948 m
- Mitterspitz 2.925 m
- Großer Koppenkarstein 2.865 m.
- Hoher Gjaidstein 2.794 m

I massivet er der tre store isflader, som er de nordligste og østligste gletsjere i Alperne:
- Hallstätter Gletscher
- Großer Gosaugletscher
- Schladminger Gletscher

Der er endvidere flere mindre isflader såsom Kleine Gosaugletscher og Schneelochgletscher. Gletsjerne skrumper kraftigt ind, og Hallstätter Gletscher har f.eks. mistet 20 meter af sin længde i 2003.

## Geologi
Dachsteinkalken, som også findes i de Sydlige Kalkalper, er vidt udbredt. Kalken er dannet i yngre Trias for omkring 220 mio. år siden. Dachstein er et typisk karst-område, og der er et stort antal huler. Ved nordranden af bjergmassivet findes f.eks. Dachstein-Mammuthöhle, Hirlatzhöhle og Dachstein-Rieseneishöhle.
Dachstein er desuden kendt for sine mange fossilforekomster.

## Historie
I 1810 lykkedes det ærkehertug Johann af Østrig at foretage den første passage af Dachsteinmassivet. To år senere forsøgte ærkehertug Karl af Østrig-Teschen at bestige toppen af Hohe Dachstein, men ved Gosau-gletsjeren måtte han vende om.
I 1819 bliver Torstein, der er den vestligste bjergtop i Dachsteins sydvæg besteget første gang af Jakob Buchsteiner. I 1834 følger så bestigningen af selve Hohe Dachstein af Karl Thurwieser og Peter Gappmeyer.
Friedrich Simony viede i det 19. århundrede mange år af sit liv til at udforske området. I 1847 gennemførte han den første bestigning om vinteren. Simony anlagde også flere stier og hytter for at gøre Dachstein tilgængelig for andre. Den 14. august 1872 er hans søn Oskar Simony den første, der står på toppen af Mitterspitz, der er den tredjehøjeste bjergtop i Dachsteins hovedkam. Endelig fulgte hans yngre søn Arthur Simony som den første bestiger af Koppenkarstein den 20. august 1873.
Den 17. juli 1910 lykkedes det Georg Lahner og andre at nå dybere ind i Dachstein Rieseneishöhle (Dachstein kæmpeishuler). I 1910 begyndte udforskningen af Dachstein-Mammuthöhle.

### Heilbronner tragedien
Den 15. april 1954, skærtorsdag, begyndte 10 skoleelever og tre lærere fra Heilbronn ved godt vejr en dagsvandring rundt om Krippenstein i sydranden af Dachstein. Allerede i Obertraun bliver de advaret mod det skiftende vejr. Skoleklassen ankommer helt gennemblødt til Schönbergalm, hvor de endnu en gang bliver advaret. Under opstigningen kommer to arbejdere dem i møde, som også advarer dem mod uvejr. Indenfor kort tid falder én meter sne, og den tætte tåge i det barske karstlandskab gør enhver orientering umulig. Gruppen forsøger at redde sig, bygger en "iglo", men de forlader den igen.
Der iværksættes den største redningsaktion i den østrigske alpine bjergrednings historie. Først efter 43 dage blev de sidste savnede fundet. Alle gruppens medlemmer var frosset ihjel.
Heilbronner-korset i Dachsteinmassivet er et mindested, som erindrer om ulykken. På Heilbronns kirkegård erindrer et Dachstein mindesmærke ligeledes om tragedien.

## Bestigning
Da Hohe Dachstein er den højeste bjergtinde i Oberösterreich og Steiermark, besøges den af mange bjergbestigere både sommer og vinter. På dage med gode vejrforhold kan der være over 100 bjergbestigere undervejs, og der kan være lange køer ved nøglestederne. Også andre bjergtoppe i Dachsteinmassiver er imidlertid populære mål for bjergvandrere.
En anden benyttet vandring er den langsgående krydsning af Dachsteinmassivet fra Gosaukamm til Stoderzinken. Denne bjergtur kan enten udføres i en "gletsjervariant" eller i en "gletsjerfri variant" (hvor den første del fører langs foden af den imponerende sydklippevæg).
Derudover findes også talrige klatreruter i hele området. De kendteste og mest interessante er i området omkring de lodrette sydvægge.

## Turisme

### Bjergbaner
Området er forbundet med to tovbaner:
- Dachsteinseilbahn i Obertraun. Dette anlæg består af i alt fire tovbaner og fører turister til ishulerne på Krippenstein.
- Dachsteinsüdwandbahn i Ramsau am Dachstein. Tovbanen overvinder uden en eneste støttepille 1.000 m og ender på Hunerkogel (2.687 m), der er et af de lavest beliggende toppunkter på Dachsteins sydvæg.

### Større vandrestier
Via Alpina er en grænseoverskridende fjernvandresti med fem delafsnit gennem Alperne. Den forløber også gennem Dachsteinmassivet, hvor to etaper af den violette sti fører gennem dette område:
- Etape A33 forløber fra Gosau til Theodor-Körner-Hütte over Gablonzer Hütte
- Etape A34 forløber fra Theodor-Körner-Hütte til Lungötz over Hofpürglhütte

Andre seværdigheder for turister er:
- Dachstein-Rieseneishöhle, Dachstein-Mammuthöhle og Koppebrüllerhöhle. Alle tre hulesystemer kan nås fra Obertraun.
- Mange vandrestier i bl.a. de store skovområder.
- Silberkarklamm, der er en lille stejl slugt i sydøst
- Alpinmuseum: En lille alpinhistorisk samling i kælderrummene i Austriahütte ved Brandriedl.
- Hulemuseum: Ved tovbanestationen Schönbergalp på vejen til Dachstein-Mammuthöhle findes dette museum, der også har en 3D model af mammuthulen.

Om vinteren er der såvel på syd- som på nordsiden små skiområder. For skibjergbestigere er passagen af Dachsteinmassivet mest populært fra syd (Ramsau) mod nord (Obertraun eller Hallstatt).
Kendte dalbyer er Hallstatt, Obertraun, Gosau, Schladming, Ramsau am Dachstein og Flizmoos.